# ZB vz. 98/22
Lo ZB vz. 98/22, abbreviazione della dicitura completa Zbrojovka Brno puška vzor 98/22 ("fucile Zbrojovka Brno modello 1898/1922"), è stato un fucile a otturatore girevole-scorrevole progettato e prodotto in Cecoslovacchia, che rimpiazzò il Mauser Gewehr 98 acquistato dall'Impero tedesco dopo il trattato di Versailles. Il fucile fu rapidamente rimpiazzato dal più corto ZB vz. 24 e gli esemplari in servizio vennero venduti a varie nazioni, quali Iran e Turchia, dove rimasero in servizio fino alla seconda guerra mondiale e oltre.

## Storia
Quando la Cecoslovacchia venne creata nel 1918, iniziò immediatamente la pianificazione per costituire ed equipaggiare proprie forze militari. Nel 1922 venne deciso di realizzare un derivato del Steyr M1912 Mauser messicano, denominato "vz. 98/22". L'Esercito cecoslovacco era particolarmente esigente riguardo alla qualità dei propri nuovi fucili d'ordinanza e ne adottò solo un piccolo numero in servizio: tali armi ricevettero la marcatura E-22 o E-23. I fucili scartati dalla forza armata furono venduti a Iran, Turchia e sul mercato privato. Alcuni furono venduti alla Repubblica di Cina per integrare altre forniture di Mauser, venendo impiegati durante il periodo dei signori della guerra nella guerra civile cinese e fino alla guerra di Corea.
Ufficialmente, questi fucili non furono impiegati durante la seconda guerra mondiale, tuttavia rimasero in servizio in Cina fino agli anni cinquanta. In Kurdistan i ribelli li impiegarono ancora negli anni 2010.

## Utilizzatori
- Cina[3]
- Cina[2]
- Cecoslovacchia[1]
- Dinastia Qajar
- Turchia[4]
- Kurdistan[2]